# Fouad Abiad
Fouad "Hoss" Abiad (ur. 15 października 1978 w Windsorze) – kanadyjski kulturysta.

## Biogram
Urodził się pod koniec lat 70. XX wieku w Windsorze w prowincji Ontario. Jest szyitą.
Treningi siłowe rozpoczął w wieku dwudziestu jeden lat. Pierwszy poważny sukces w sporcie kulturystycznym osiągnął w roku 2004, kiedy podczas Mistrzostw Kanady organizowanych przez federację Canadian BodyBuilding Federation (CBBF) uzyskał złoty medal w kategorii wagowej ciężkiej. W ciągu samych tylko dwóch następnych lat zdobył kolejne złota w trakcie Mistrzostw Kanady – w 2005 roku w kategorii superciężkiej oraz w 2006 w tej samej kategorii oraz jako całkowity zwycięzca zawodów. Aktualnie przynależy do federacji International Federation of BodyBuilders (IFBB).
Sporadycznie bierze udział w sesjach zdjęciowych jako fotomodel. Pozował takim fotografom, jak Jason Breeze czy Per Bernal. Dwukrotnie, w maju 2008 i marcu 2009 roku, pojawił się na okładkach magazynu Muscle Mag International.

### Choroba
Cierpiał z powodu choroby mięśni. W maju 2010 roku poddał się ekstremalnie bolesnemu zabiegowi zwanemu techniką Grastona.

## Warunki fizyczne
- wzrost: 178 cm
- waga poza sezonem: 127 kg
- waga w sezonie: 111 kg

## Osiągi
- 2003:
  - Canadian Championships – federacja CBBF, kategoria ciężka – V miejsce
- 2004:
  - Canadian Championships – fed. CBBF, kategoria ciężka – I miejsce
- 2005:
  - Canadian Championships – fed. CBBF, kategoria superciężka – I miejsce
- 2006:
  - Atlantic City Pro – fed. IFBB – XV miejsce
  - Canadian Championships – fed. CBBF, kategoria superciężka – I miejsce
  - Canadian Championships – fed. CBBF – zwycięzca
- 2007:
  - Atlantic City Pro – fed. IFBB – VIII m-ce
  - Montreal Pro Championships – fed. IFBB – V miejsce
- 2008:
  - Europa Supershow – fed. IFBB, kategoria "open" – III miejsce
  - Houston Pro Invitational – fed. IFBB – VII miejsce
  - Olympia – fed. IFBB – poza czołówką
  - Tampa Bay Pro – fed. IFBB, kategoria "open" – V miejsce
- 2009:
  - Europa Supershow – fed. IFBB, kategoria "open" – IV miejscce
  - Tampa Bay Pro – fed. IFBB, kategoria "open" – II miejsce
- 2011:
  - Flex Pro (Santa Monica) – fed. IFBB – III miejscce
- 2012:
  - Flex Pro (Santa Monica) – fed. IFBB – III miejsce